# Grå kärrblomfluga
Grå kärrblomfluga (Helophilus bottnicus) är en tvåvingeart som beskrevs av Johan August Wahlberg 1844. Grå kärrblomfluga ingår i släktet kärrblomflugor, och familjen blomflugor. Enligt den finländska rödlistan är arten nationellt utdöd i Finland. Enligt den svenska rödlistan är arten nationellt utdöd i Sverige. . Arten har tidigare förekommit i Övre Norrland men är numera lokalt utdöd. Artens livsmiljö är strandängar vid sötvatten. Inga underarter finns listade i Catalogue of Life.